# Charles Pittman
Charles E. Pittman (Rocky Mount, Carolina del Norte, 25 de marzo de 1958) es un exjugador de baloncesto estadounidense que jugó cuatro temporadas en la NBA, y más de una década en diversas ligas europeas. Con 2,03 metros de estatura, jugaba en la posición de ala-pívot.

## Trayectoria deportiva

### Universidad
Tras pasar dos años en el Merced Junior College, jugó durante dos temporadas con los Terrapins de la Universidad de Maryland, en las que promedió 8,1 puntos y 5,3 rebotes por partido.

### Profesional
Fue elegido en la sexagésimo primera posición del Draft de la NBA de 1982 por Phoenix Suns, pero fue despedido en primera instancia, jugando con los Billings Volcanos de la CBA hasta que fue reclamado por los Suns en el mes de febrero, fichando como agente libre. Allí acabó la temporada, y jugó otras tres más, siendo la más destacada la última, en la que promedió 5,1 puntos y 3,6 rebotes por partido.
En 1986 fichó por el Pallacanestro Varese de la liga italiana, donde jugó cuatro temporadas, y una más en el Basket Brescia, promediando en total 14,2 puntos y 9,3 rebotes por partido. De ahí pasó a las filas del Askatuak de la 1ª División B española, Jugó posteriormente en el Okapi Aalstar belga y en el Élan Sportif Chalonnais francés.

## Estadísticas de su carrera en la NBA

### Temporada regular
| Temporada | Edad | Equipo       | Liga | P   | TIT | MIN  | TC  | TCA | %TC  | 3P  | 3PA | %3P  | TL  | TLA | %TL  | R.OF. | R.DEF. | REB | ASIS | ROB | TAP | PER | FP  | PTS |
| 1982-83   | 24   | Phoenix Suns | NBA  | 28  | 0   | 6.1  | 0.7 | 1.4 | .475 | 0.0 | 0.0 | .000 | 0.9 | 1.3 | .676 | 0.5   | 0.6    | 1.1 | 0.3  | 0.1 | 0.3 | 0.8 | 1.5 | 2.3 |
| 1983-84   | 25   | Phoenix Suns | NBA  | 69  | 8   | 14.3 | 1.8 | 3.0 | .603 | 0.0 | 0.0 | .000 | 1.0 | 1.5 | .683 | 1.1   | 2.0    | 3.1 | 1.0  | 0.2 | 0.3 | 1.2 | 1.9 | 4.7 |
| 1984-85   | 26   | Phoenix Suns | NBA  | 68  | 3   | 14.7 | 1.6 | 3.3 | .471 | 0.0 | 0.0 | .000 | 1.6 | 2.1 | .747 | 1.3   | 2.0    | 3.3 | 1.0  | 0.3 | 0.3 | 1.5 | 2.1 | 4.8 |
| 1985-86   | 27   | Phoenix Suns | NBA  | 69  | 17  | 16.4 | 1.8 | 3.2 | .583 | 0.0 | 0.0 |      | 1.4 | 2.0 | .702 | 1.4   | 2.1    | 3.6 | 0.8  | 0.5 | 0.3 | 1.6 | 2.0 | 5.1 |
| Total     |      |              | NBA  | 234 | 28  | 14.1 | 1.6 | 3.0 | .546 | 0.0 | 0.0 | .000 | 1.3 | 1.8 | .711 | 1.2   | 1.9    | 3.1 | 0.9  | 0.3 | 0.3 | 1.3 | 1.9 | 4.5 |

### Playoffs
| Temporada | Edad | Equipo       | Liga | P  | TIT | MIN  | TC  | TCA | %TC  | 3P  | 3PA | %3P  | TL  | TLA | %TL  | R.OF. | R.DEF. | REB | ASIS | ROB | TAP | PER | FP  | PTS  |
| 1982-83   | 24   | Phoenix Suns | NBA  | 1  |     | 1.0  | 0.0 | 0.0 |      | 0.0 | 0.0 |      | 0.0 | 0.0 |      | 0.0   | 0.0    | 0.0 | 0.0  | 0.0 | 0.0 | 0.0 | 0.0 | 0.0  |
| 1983-84   | 25   | Phoenix Suns | NBA  | 17 |     | 14.9 | 1.6 | 3.0 | .549 | 0.0 | 0.1 | .000 | 1.1 | 1.7 | .621 | 1.5   | 2.3    | 3.8 | 0.7  | 0.3 | 0.3 | 0.9 | 1.8 | 4.4  |
| 1984-85   | 26   | Phoenix Suns | NBA  | 3  |     | 27.3 | 4.7 | 7.7 | .609 | 0.0 | 0.0 |      | 4.0 | 5.7 | .706 | 2.0   | 4.3    | 6.3 | 3.0  | 0.0 | 1.0 | 3.0 | 3.3 | 13.3 |
| Total     |      |              | NBA  | 21 |     | 16.0 | 2.0 | 3.5 | .568 | 0.0 | 0.0 | .000 | 1.4 | 2.2 | .652 | 1.5   | 2.5    | 4.0 | 1.0  | 0.2 | 0.4 | 1.2 | 2.0 | 5.4  |